# Weil (Baviera)
Weil è un comune tedesco di 3 680 abitanti, situato nel land della Baviera.